# 丢勒-皮克海默喷泉
丢勒-皮克海默喷泉（Dürer-Pirckheimer-Brunnen）是德国纽伦堡的一个古典主义喷泉，由卡尔·亚历山大·冯·海德洛夫创作于1821年，献给纽伦堡的两位重要知识分子：画家阿尔布雷希特·丢勒和人文主义者威利博尔德·皮尔克海默。

## 历史
19世纪初，纽伦堡归属巴伐利亚王国后，原本巴洛克风格的新楼广场（Neuer Bau）经过十年时间，被改造为浪漫古典风格的马克斯广场，长街广场种植了两排树。丢勒-皮克海默喷泉是在1821年，由石匠乔治·卡佩勒按照卡尔·亚历山大·冯·海德洛夫的严格的古典主义形式建造。这个喷泉是海德洛夫为数不多的古典主义作品之一，他的其他多数作品还是坚持新哥特式的浪漫风格。
自1687年以来，马克斯广场的中心一直由巴洛克风格的特里同喷泉占据统治地位。 丢勒-皮克海默喷泉被放置在马克斯广场的东端，在马克斯桥上就可看到。原本计划在广场西端也设置一个对称的喷泉，后来没有实现。
事实上，这两位名人都接近新教，是人文主义自由思想家，因此这个雕塑可以认为象征纽伦堡与天主教的巴伐利亚王国之间存在的内在距离。这时的纽伦堡在归属巴伐利亚后，失去了帝国自由城市的地位和主权，成为一个普通的省会城市。喷泉是在怀念纽伦堡这个昔日欧洲人文主义中心的重要性，也表现启蒙运动中市民的自信。